# Dreieck Würzburg-West
Dreieck Würzburg-West is een knooppunt in de Duitse deelstaat Beieren.
Op dit knooppunt sluit de A81 vanaf Dreieck Leonberg aan op de A3 Elten - Passau.

## Geografie
Het knooppunt ligt zowel in de gemeente Eisingen als in het natuurgebied Irtenberger Wald, en het Guttenberger Wald in het Landkreis Würzburg. Nabijgelegen gemeenten zijn Kist, Altertheim en Waldbrunn.
Het knooppunt ligt ongeveer 10 km ten zuidwesten van het centrum van Würzburg en ongeveer 80 km noordoosten van Heilbronn.
Bijzonderheden
Het knooppunt ligt in een bosrijke omgeving van 303 m tot 306 meter boven NAP.
Een nabijgelegen Bundesstraße van betekenis is de B27, die bij de afrit Kist die A3 en bij de afrit Gerchsheim de A81 kruist.
Het vormt het begin van zowel de E41 als van de E43.

## Configuratie
knooppunt
Het is een half-sterknooppunt
Rijstrook
Nabij het knooppunt heeft de A3 2x3 rijstroken en de A81 heeft 2x2 rijstroken.
Alle verbindingswegen hebben twee rijstroken

## Verkeersintensiteiten
Dagelijks passeren ongeveer 100.000 voertuigen het knooppunt.
| Van                | Naar                   | Gemiddeld voertuigen per dag | Percentage vrachtverkeer |
| ------------------ | ---------------------- | ---------------------------- | ------------------------ |
| AS Helmstadt (A 3) | AD Würzburg-West       | 59.500                       | 20,8 %                   |
| AD Würzburg-West   | AS Würzburg/Kist (A 3) | 75.000                       | 21,6 %                   |
| AD Würzburg-West   | AS Gerchsheim (A 81)   | 26.100                       | 17,2 %                   |

## Richtingen knooppunt
| Aansluitende wegen                  | Aansluitende wegen                              | Aansluitende wegen                                | Aansluitende wegen | Aansluitende wegen |
| ----------------------------------- | ----------------------------------------------- | ------------------------------------------------- | ------------------ | ------------------ |
| richting Frankfurt am Main / Keulen |                                                 |                                                   |                    |                    |
|                                     |                                                 |                                                   |                    |                    |
|                                     | richting Würzburg / Kassel Neurenberg / München |                                                   |                    |                    |
|                                     |                                                 |                                                   |                    |                    |
|                                     |                                                 | richting Tauberbischofsheim Heilbronn / Stuttgart |                    |                    |